# Rofi-Centret
Rofi-Centret er et idrætscenter i Ringkøbing, der blandt andet har to sportshaller og faciliteter til f.eks. squash, fitness, aerobic, kurser, fester, dart, skydning, bordtennis, minigolf og andet boldspil. Håndboldklubben Ringkøbing Håndbold spiller deres kampe i Rofi-Centrets hal 1, der siden sommeren 2016 er kendt under sponsornavnet Green Sports Arena.